# 傑季曼齊
46°54′33″N 30°0′26″E / 46.90917°N 30.00722°E
赫特曼齊（烏克蘭語：Гетьманці）是位於烏克蘭西南部的村莊，由敖德萨州羅茲季利納區的斯捷潘尼夫卡市鎮負責管轄。該村始建於1924年，面積0.68平方公里，海拔高度128米，2001年人口24，人口密度每平方公里35.35人。